# Matthew Reed
Matthew John Reed (* 8. November 1975 in Palmerston North) ist ein ehemaliger Triathlet aus Neuseeland, der seit 2007 für die Vereinigten Staaten von Amerika startete.

## Werdegang
Im Oktober 2000 wurde Matthew Reed Aquathlon-Weltmeister.
2006 wurde er als Mitglied der US-amerikanischen Triathlon-Nationalmannschaft Mannschaftsweltmeister. Er wurde trainiert von Cliff English.
Auch sein älterer Bruder Shane Reed (1973–2022) war aktiver Triathlet.
2007 erhielt Reed die amerikanische Staatsbürgerschaft und 2008 startete er für die USA bei den Olympischen Sommerspielen in Peking. Seit 2014 tritt er nicht mehr international in Erscheinung.
Seine Spitznamen sind Boom Boom, Matt oder Matty. Er lebt mit seiner Frau  in Boulder (Colorado).

## Sportliche Erfolge
| Datum/Jahr    | Rang | Wettbewerb                                           | Austragungsort       | Zeit     | Bemerkung                                                                                                |
| ------------- | ---- | ---------------------------------------------------- | -------------------- | -------- | --- |
| 31. Aug. 2014 | 30   | Hy-Vee Triathlon 5150                                | Des Moines           | 01:57:10 | U.S. Championships                                                                                       |
| 1. Juni 2014  | 9    | Escape from Alcatraz Triathlon                       | San Francisco        | 02:13:43 | |
| 5. Mai 2014   | 8    | USA Middle Distance Triathlon National Championships | St. George           | 04:02:29 | Staatsmeisterschaft auf der Mitteldistanz beim Ironman 70.3 St. George                                   |
| 8. Juli 2012  | 2    | Boulder Peak Triathlon                               | Boulder (Colorado)   |          | Zweiter hinter Cameron Dye                                                                               |
| 4. Dez. 2011  | 8    | Ironman 70.3 Asia Pacific                            | Phuket               | 04:05:14 | |
| 30. Okt. 2011 | 3    | Ironman 70.3 Miami                                   | Miami                | 03:49:37 | [ 1 ] |
| 23. Okt. 2011 | 1    | 5150 Galveston                                       | Galveston            | 01:49:56 | |
| 8. Okt. 2011  | 27   | Ironman Hawaii                                       | Hawaii               | 08:50:00 | drittschnellster Schwimmer (51:41 Minuten)                                                               |
| 14. Aug. 2011 | 2    | Steelhead Ironman 70.3                               | Benton Harbor        | 03:19:51 | |
| 12. Juni 2011 | 4    | Eagleman Ironman 70.3                                | Cambridge (Maryland) | 03:59:42 | |
| 1. Mai 2011   | 2    | 5150 St. Anthony’s Triathlon                         | St. Petersburg       |          | |
| 21. Nov. 2010 | 6    | Ironman Arizona                                      | Tempe                | 08:33:08 | erster Ironman-Start                                                                                     |
| 27. März 2010 | 2    | Ironman 70.3 California                              | Oceanside            |          | |
| 2010          | 1    | Nautica Malibu Triathlon                             | Malibu               |          | [ 3 ] |
| 14. Nov. 2009 | 3    | Ironman 70.3 World Championship                      | Clearwater           | 03:37:50 | |
| 4. Apr. 2009  | 1    | Ironman 70.3 California                              | Oceanside            | 03:51:50 | Sieg mit neuem Streckenrekord                                                                            |
| 19. Aug. 2008 | 32   | Olympische Sommerspiele                              | Peking               |          | |
| 5. Juni 2008  | 5    | ITU Triathlon World Championships                    | Vancouver            |          | Triathlon-Weltmeisterschaft (Kurzdistanz)                                                                |
| 19. Apr. 2008 | 1    | US Triathlon Olympic Trials                          | Tuscaloosa           | 01:52:15 | 1,5 km Schwimmen, 40 km Radfahren und 10 km Laufen                                                       |
| 2007          | 14   | ITU Triathlon World Championships                    | Hamburg              |          | |
| 2007          | 3    | London Triathlon                                     | London               |          | |
| 2006          | 1    | ITU Team Triathlon World Championships               | Cancún               | 57:11    | im Team mit Brian Fleischmann und Andy Potts (3 × 250 m Schwimmen, 6,67 km Radfahren und 1,67 km Laufen) |
| 6. Juni 2004  | 3    | Escape from Alcatraz Triathlon                       | San Francisco        |          | |
| 6. Dez. 2003  | 15   | ITU Triathlon World Championships                    | Queenstown           |          | |
| 9. Nov. 2002  | 10   | ITU Triathlon World Championships                    | Cancún               |          | Triathlon-Weltmeisterschaft                                                                              |

| Datum/Jahr    | Rang | Wettbewerb                        | Austragungsort | Zeit  | Bemerkung                                                               |
| ------------- | ---- | --------------------------------- | -------------- | ----- | ----------------------------------------------------------------------- |
| 28. Okt. 2000 | 1    | ITU Aquathlon World Championships | Cancún         | 28:53 | Aquathlon-Weltmeister (2,5 km Laufen, 1 km Schwimmen und 2,5 km Laufen) |

(DNF – Did Not Finish)